# Peridroma rufa
Peridroma rufa är en fjärilsart som beskrevs av Tutt 1892. Peridroma rufa ingår i släktet Peridroma och familjen nattflyn. Inga underarter finns listade i Catalogue of Life.